# Президентский дворец (Ереван)
Резиденция президента Армении (с 9 апреля по 22 ноября 2018 года — резиденция премьер-министра Армении, также известная как Баграмяна 26), рабочее место президента Армении, расположенное по адресу: проспект Маршала Баграмяна, 26 в Ереване. С 21 сентября 2018 года по распоряжению премьер-министра страны Никола Пашиняна двери сквера Баграмяна, 26 открыты для посетителей.

## История
Здание резиденции было спроектировано в 1951 году как дом Совета Министров Армянской ССР, позднее оно служило зданием Президиума Верховного Совета Армянской ССР. Автор проекта — Марк Григорян. Здание было двухэтажным, подверглось реконструкции, а площадь составила 2720 квадратных метров. Первый этаж площадью 338 квадратных метров при высоте 10 м предназначен для приемов в отдельных залах. В 1960 году Марк Григорян как автор проекта здания был награждён Почётной грамотой Верховного Совета Армянской ССР.
В 1987 году здание было реконструировано по проекту института «Хаярдпроект». По обеим сторонам здания были пристроены два трехэтажных корпуса шириной 10 м и длиной 6 м. В результате реконструкции общая площадь здания увеличилась до 4470 кв м.
С 1992 года дворец служил резиденцией президента Армении до 2018 года, после чего стал служить резиденцией премьер-министра Армении. Затем, с 2019 года, он служит резиденцией президента Армении. С 21 сентября 2018 года решением премьер-министра Никола Пашиняна доступ в сквер был открыт для граждан.
Административное здание было включено в государственный список недвижимых памятников истории и культуры города Еревана как памятник республиканского значения в 2004 году по решению правительства Армении.
В 2009—2010 годах по проекту заслуженного архитектора Армении Нарека Саргсяна в качестве административного здания было построено четырёхэтажное здание общей площадью 3150,0 квадратных метров в задней части оси здания. Наружные стены здания облицованы светло-желтоватым фельзитом и травертином.

## Состав
Первый этаж и часть третьего этажа предназначены для приемов с отдельными залами. Остальная часть здания служит административной частью. Наружные стены здания выполнены из жёлтого туфа.

## Коллекция картин
Картины Ивана Айвазовского, Фаноса Терлемезяна, Мартироса Сарьяна, Геворга Башинджагяна, Акопа Акопяна и ряда других известных художников, переданные были Аппарату Президента Национальной Галереей Армении, находятся в разных залах резиденции Президента Армении.